# Sarah Owen

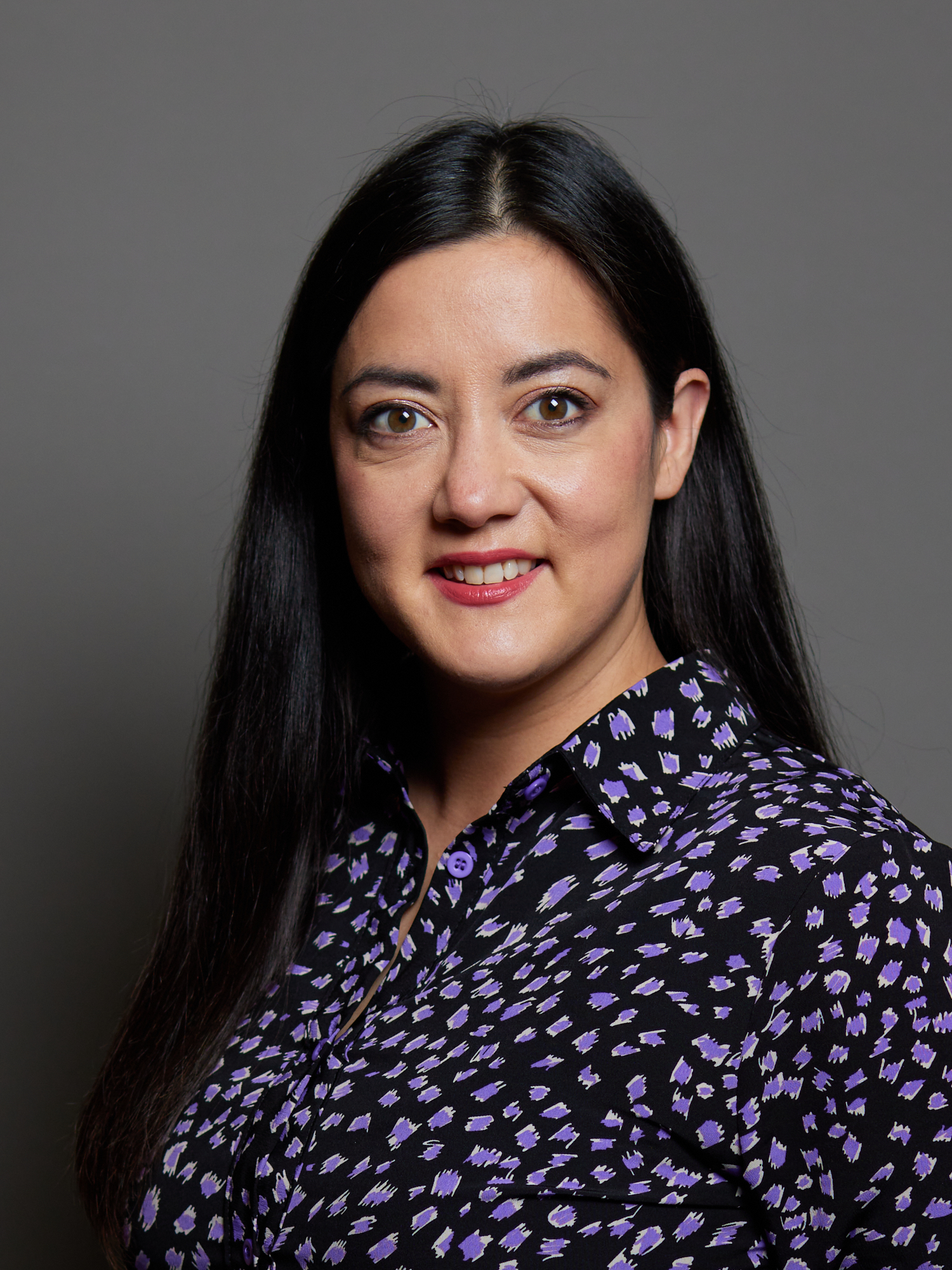
Sarah Owen 2021

Sarah Mei Li Owen (chinesisch 陳美麗; geboren am 11. Januar 1983) ist eine britische Politikerin und Gewerkschaftsfunktionärin. Seit 2019 vertritt sie als Abgeordnete im britischen Unterhaus den Wahlkreis Luton North. Sie ist Mitglied der  Labour Party. Owen ist die erste Parlamentarierin mit Wurzeln in Südostasien und die erste Abgeordnete chinesischer Abstammung.
Von Oktober 2022 bis November 2023 war sie Shadow Minister for Local Government and Faith, nachdem sie zuvor seit Dezember 2021 das Amt des Shadow Minister for Homelessness, Rough Sleeping and Faith innegehabt hatte.

## Kindheit, Jugend, Ausbildung
Owen wurde in Hastings geboren und ist dort aufgewachsen. Die Familie ihrer Mutter stammte von malaysischen Chinesen ab. Owen studierte an der University of Sussex.

## Berufliche und politische Laufbahn
Owen arbeitete im öffentlichen Sektor als Pflegekraft für den NHS, als politische Assistentin für den Stadtrat von Brighton und Hove und als Mitarbeiterin der Londoner Feuerwehr in der Abteilung für Notfallplanung. Sie war politische Beraterin von Alan Sugar und arbeitete an der nationalen Politik der Labour Party für kleine Unternehmen mit.
2011 wurde sie zur Kandidatin der Labour Party für den Wahlkreis Hastings and Rye für die nächste Unterhauswahl gewählt.  Bei der Parlamentswahl 2015 belegte Owen mit 17.890 Stimmen den zweiten Platz und lag damit 4.796 Stimmen hinter der gewählten Kandidatin der Konservativen, Amber Rudd. Zuvor war sie politische Funktionärin der Gewerkschaft GMB und Mitglied des nationalen Exekutivausschusses der Labour Party.
Sie ist die Vorsitzende der Vereinigung der Ostasiaten und Südostasiaten in der Labour Party.
Bei der Unterhauswahl 2019 wurde Owen von einem Gremium aus dem Nationalen Exekutivausschuss der Labour Party als Kandidat der Partei für den Wahlkreis Luton North ausgewählt und nicht von den lokalen Mitgliedern, was zu Protesten einiger Mitglieder führte, die der Meinung waren, man habe ihnen die Kandidatin aufgezwungen. Sie wurde mit 23.496 Stimmen gewählt, was einer Mehrheit von 9.247 Stimmen gegenüber dem Kandidaten der Konservativen Partei entsprach.
Owen wurde nun zur parlamentarischen Privatsekretärin der Schattenstaatssekretärin (kurz: PPS) für auswärtige und Commonwealth-Angelegenheiten Lisa Nandy ernannt.
Am 15. Oktober 2020 trat Owen von ihrem Amt als PPS zurück, um gegen den Gesetzesentwurf „Covert Human Intelligence Sources (Criminal Conduct) Bill“ zu stimmen, womit sie sich der Weisung des Fraktionsvorstandes widersetzte, sich der Stimme zu enthalten.
Am 14. April 2021 gab Owen bekannt, dass sie zur parlamentarischen Privatsekretärin von Rachel Reeves ernannt worden war und nun auch dem Fraktionsvorstand angehörte.
Im Dezember 2021 wurde sie zur Schattenministerin für Homelessness, Rough Sleeping and Faith (etwa: Obdachlosigkeit, Bettlägerigkeit und Glauben) ernannt.
Am 28. Oktober 2022 wurde sie zur Schattenministerin für Kommunalverwaltung ernannt und löste damit Mike Amesbury ab, der Anfang des Jahres von seinem Amt zurückgetreten war. Ihr bisheriges Ressort Glaube behielt sie bei und wurde als Schattenministerin für Obdachlosigkeit und Bettlägerigkeit durch Paula Barker ersetzt.
Im Jahr 2022 kritisierte sie den Tory-Abgeordneten Mark Francois, weil er im Unterhaus eine „grobe rassistische Bemerkung“ gemacht hatte, nachdem er in einer Rede von „japs“ („Japsen“) gesprochen hatte.
Im November 2023 trat sie von ihrem Platz in der Frontbench zurück, um für einen Waffenstillstand in Gaza zu stimmen.

## Wahlergebnisse
| Wahljahr                     | Wahlkreis        | Partei | Partei | Stimmen | % der abgeg. Stimmen | Ergebnis      |
| ---------------------------- | ---------------- | ------ | ------ | ------- | -------------------- | ------------- |
| Britische Unterhauswahl 2015 | Hastings and Rye |        | Labour | 17.890  | 35,1                 | nicht gewählt |
| Britische Unterhauswahl 2019 | Luton North      |        | Labour | 23.496  | 55,2                 | gewählt       |

## Persönliches
Im Februar 2020 bekam Owen eine Tochter. Sie hatte zuvor Fehlgeburten erlitten, ein Thema, über das sie im Newsletter ihrer Gewerkschaft zum Thema Fehlgeburten sprach.